# Olmany
Olmany (biał. Альманы; ros. Ольманы) – wieś na Białorusi, w obwodzie brzeskim, w rejonie stolińskim, w sielsowiecie Struga, w pobliżu granicy z Ukrainą.
W źródłach występuje także pod nazwą Olmiany.
Znajduje się tu parafialna cerkiew prawosławna pw. Zmartwychwstania Pańskiego.

## Warunki naturalne
Olmany położone są wewnątrz dużego kompleksu leśno-torfowiskowego Błota Olmańskie, który swą nazwę bierze od tej miejscowości oraz na skraju rezerwatu krajobrazowego o tej samej nazwie.

## Historia
Dawniej wieś i majątek ziemski. W XIX w. miejscowość była opisywana jako odludna. Majątek, będący własnością Radziwiłłów, obejmował w większości otaczającą wieś puszcze.
W dwudziestoleciu międzywojennym Olmany leżały w Polsce, w województwie poleskim, w powiecie stolińskim, do 18 kwietnia 1928 gminie Terebieżów, następnie w gminie Stolin. Po II wojnie światowej w granicach Związku Sowieckiego. Od 1991 w niepodległej Białorusi.